# Vlag van Södermanland

Vlag van Södermanlands län

De vlag van Södermanland is de vlag van Södermanlands län, een provincie in Zweden. Het is tevens de vlag van het landschap Södermanland. De vlag bestaat uit een geel veld met een rechtopstaande zwarte griffioen met rode nagels en tong. Het is een vierkante banier van het wapen van deze Zweedse provincie. De vlag en het wapen werd op 20 september 1940 officieel aangenomen.
Het wapen werd gemaakt voor de begrafenisstoet van Gustaaf Wasa in 1560 en heeft sindsdien zijn ontwerp behouden, hoewel de artistieke weergave enigszins is veranderd. De vlag is ook in een verkorte versie opgenomen in de vlag van Stockholms län, samen met het graafschapswapen van Uppland en het stadswapen van Stockholm.